# Paulo Filipe Monteiro
Paulo Filipe Gouveia Monteiro (Coimbra, 8 de agosto de 1961)  é um actor, encenador, argumentista, conferencista e professor universitário português.
Licenciou-se em Sociologia, pelo ISCTE - Instituto Universitário de Lisboa (1983). Professor Assistente do ISCTE-IUL (Sociologia das Artes) e da Universidade Nova de Lisboa onde cria e rege a disciplina de Teoria e Técnica do Argumento de Cinema e Televisão. Por volta de 1990 desloca-se a Paris (Universidade de Sorbonne e Collège International de Philosophie) como bolseiro da Fundação Gulbenkian e a Roma, com uma bolsa da Fundação Luso Americana recebendo aí formação na área de guionismo. Obtem em 1995 o grau de Doutor, com uma tese sobre intitulada Autos da alma: os guiões de ficção do cinema português entre 1961 e 1990, orientada por Eduardo Lourenço.
Argumentista, co-assinou com João Mário Grilo o argumento dos filmes O Fim do Mundo (1992), Os Olhos da Ásia (1997) e Longe da Vista (1999). Desde 2002, é Presidente da Associação Portuguesa de Argumentistas e Dramaturgos (APAD). Nesse âmbito, foi fundador da Federation of Scriptwriters in Europe.
No teatro fundou em 1980 o grupo Íbis, estreando o espectáculo Drama em Gente - Exposição Teatral sobre Fernando Pessoa, de que fez a dramaturgia e a encenação, e em que participou como actor; ganhou com este espectáculo o Prémio Revelação 1981 da Associação Portuguesa de Críticos de Teatro. Em 1997, encenou e interpretou o espectáculo Canções do Sonoro, comemorativo dos Cem Anos do Cinema Português, no Teatro da Trindade. Dirigiu várias peças para o ACARTE - Fundação Calouste Gulbenkian, CITAC e Instituto Franco Português, sendo Rastos de António Ferreira no Teatro Aberto (2002) a sua mais recente encenação.
Actor, em Coimbra no Teatro dos Estudantes da Universidade de Coimbra (TEUC), onde foi dirigido por Adolfo Gutkin na peça E Agora? apresentada no Festival Internacional de Lyon de 1978. Trabalhou ainda em peças encenadas por Carlos Avilez (Hamlet, de Shakespeare), João Lourenço (A Dama do Maxim's, de Georges Feydeau), Fernanda Lapa (Os Pais Terríveis, de Jean Cocteau) e Suzana Borges (Rainha Viva, baseado em La Reine Morte de Henry de Montherlant).
Na televisão, tem tido participações regulares em séries, como Bocage (2006) ou Nome de Código: Sintra (2007). Recentemente integrou o elenco de Corrupção (2007), filme de João Botelho.
Colaborou na imprensa com o Público, Jornal de Letras, Prèmiere ou Expresso. Presença em inúmeras conferências, congressos e acções pedagógicas em Portugal e no estrangeiro, sobre temas relacionados com a arte e a sua estética, mantém-se como Professor do Dpto. de Ciências da Comunicação da Faculdade de Ciências Sociais e Humanas da Universidade Nova de Lisboa. Neste momento é o Coordenador do mesmo departamento, sendo o Presidente da Comissão Científica.
Participou, em Junho de 2006, na abertura do Festival Cinema Luso, tendo sido convidado a proferir a comunicação de abertura, em língua alemã, sobre o cinema de Teresa Villaverde.

## Filmografia
- O Processo do Rei (1990)
- Filme do Desassossego (2010)
- Corrupção, realização de João Botelho (2007)
- Zeus (2016)